# Wassyl Kowal (Leichtathlet)
Wassyl Kowal (ukrainisch Василь Коваль; * 11. November 1989) ist ein ukrainischer Leichtathlet, der im Langstrecken- und im Hindernislauf an den Start geht. 

## Sportliche Laufbahn
Erste internationale Erfahrungen sammelte Wassyl Kowal im Jahr 2018, als er bei den Europameisterschaften in Berlin im 10.000-Meter-Lauf in 29:07,23 min den 17. Platz belegte. Bei den Crosslauf-Weltmeisterschaften 2019 in Aarhus erreichte er nach 38:44 min Rang 125.
In den Jahren von 2017 bis 2019 wurde Kowal ukrainischer Meister im Hindernislauf und 2018 und 2020 siegte er über 5000 Meter. Zudem wurde er 2015 und 2018 sowie 2019 und 2021 Hallenmeister im 3000-Meter-Hindernislauf und 2021 siegte er auch im 3000-Meter-Lauf. 

## Persönliche Bestzeiten
- 3000 Meter: 8:05,48 min, 10. Juni 2015 in Kirowohrad
  - 3000 Meter (Halle): 8:07,13 min, 11. Februar 2021 in Sumy
- 5000 Meter: 14:02,04 min, 20. Juli 2018 in Luzk
- 10.000 Meter: 28:35,44 min, 19. Mai 2018 in London
- 3000 m Hindernis: 8:46,20 min, 19. Juli 2018 in Luzk
  - 3000 m Hindernis (Halle): 8:38,98 min, 9. Januar 2018 in Kiew